# Диявол (фільм, 1963)
«Диявол» (італ. Il diavolo) — італійська чорно-біла кінокомедія 1963 року режисера Джана Луїджі Полідоро. Фільм здобув премію «Золотий ведмідь» на ХІІІ Берлінському міжнародному кінофестивалі у 1963 році.

## Сюжет
Італійський купець хутра Амедео Феретті (Альберто Сорді) їде на поїзді до Стокгольму на аукціон. Після прочитання рекламних проспектів та розмови з професором-фізиком на поромі з Данії до Швеції він запалюється бажанням ближче пізнати природу таких вільних шведських жінок. Та де заховався диявол? Сукупність непередбачуваних ситуації викликає цілий ряд комічних непорозумінь.

## Ролі виконують
- Альберто Сорді — Амедео Феретті
- Гуніла Елм Торнквіст — Коріна
- Анна Шарлота Шоберг — Каріна
- Барбра Вастенсон — Барбра
- Моніка Вастенсон — Моніка
- Ульф Пальме[sv] — пастор

## Навколо фільму
- Як стверджував продюсер фільму Діно де Лаурентіс, ідею створення фільму про любовні пригоди італійця у Швеції запропонував Альберто Сорді. Він також обрав Родольфо Сонего як сценариста.

## Нагороди
- 1963 Нагорода Берлінського міжнародного кінофестивалю:
  - Приз «Золотий ведмідь» за найкращий фільм — Джан Луїджі Полідоро[1]
- 1964 Премія «Золотий глобус» Голлівудської асоціації іноземної преси:
  - Премія «Золотий глобус» за найкращу чоловічу роль — комедія або мюзикл — Альберто Сорді